# Hammoor
Hammoor település Németországban, Schleswig-Holstein tartományban. Lakosainak száma 1286 fő (2023. december 31.). Hammoor Ahrensburg községgel határos.

## Népesség
A település népességének változása:
| Lakosok száma | 727  | 1312 | 1295 | 1280 | 1321 | 1286 |
|               | 1975 | 2017 | 2019 | 2021 | 2022 | 2023 |